# Cancel Culture Nightmare
Cancel Culture Nightmare ist ein Kollaboalbum der Berliner Rapper Fler und Bass Sultan Hengzt, die auf dem Tonträger unter den Pseudonymen Frank White und Sultan Hengzt auftreten. Es erschien am 28. Januar 2022 über Flers Label Maskulin als Standard-Edition sowie Limited-Boxset und wird von Universal Music vertrieben.

## Inhalt und Musikstil
Das Album ist dem Genre Gangsta-Rap zuzuordnen und erinnert stilistisch an frühere Veröffentlichungen von Fler, wie Carlo Cokxxx Nutten oder Keiner kommt klar mit mir, auf denen er ebenfalls unter dem Pseudonym Frank White auftrat. Die Songs sind überwiegend aggressiv gerappt und handeln von dem harten Leben auf der Straße, das von Kriminalität und Gewalt geprägt ist.

## Produktion
Das gesamte Album wurde von Flers Musikproduzent Simes Branxons produziert, wobei er beim Song Bist du glücklich mit Prodrip und bei Sternklare Nacht mit NIZA zusammenarbeitete. Fler selbst fungierte als Executive Producer. Für den Song Citys Finest wurde die Musik von Yo, Peace Man! vom Album Carlo Cokxxx Nutten verwendet.

## Covergestaltung
Das Albumcover ist in Schwarz-weiß gehalten und zeigt Fler sowie Bass Sultan Hengzt, die Lederjacken tragen und Rücken an Rücken stehen. Der Hintergrund ist grau gehalten und auf Schriftzüge wurde verzichtet.

## Titelliste
| #  | Titel                         | Produzenten             | Länge |
| -- | ----------------------------- | ----------------------- | ----- |
| 1  | Intro Carlo Gangster          | Simes Branxons          | 1:08  |
| 2  | Butterfly geht auf            | Simes Branxons          | 3:00  |
| 3  | Director’s Cut                | Simes Branxons          | 2:52  |
| 4  | Cancel Culture Nightmare      | Simes Branxons          | 2:49  |
| 5  | Was weisst du                 | Simes Branxons          | 2:55  |
| 6  | Bist du glücklich             | Simes Branxons, Prodrip | 2:52  |
| 7  | Zukunft Pt. 3                 | Simes Branxons          | 2:53  |
| 8  | Sehe was, was du nicht siehst | Simes Branxons          | 2:53  |
| 9  | Mondlicht                     | Simes Branxons          | 3:00  |
| 10 | Engelstränen                  | Simes Branxons          | 2:52  |
| 11 | Holiday Inn                   | Simes Branxons          | 2:45  |
| 12 | Haustür                       | Simes Branxons          | 2:53  |
| 13 | Kein Star                     | Simes Branxons          | 2:50  |
| 14 | Citys Finest                  | Simes Branxons          | 3:11  |
| 15 | Underclass                    | Simes Branxons          | 2:51  |
| 16 | Sternklare Nacht              | Simes Branxons, NIZA    | 3:13  |
| 17 | Heavy Rain                    | Simes Branxons          | 2:51  |
| 18 | Gangster vor dem Rap          | Simes Branxons          | 2:46  |
| 19 | Für ewig                      | Simes Branxons          | 3:10  |

## Chartplatzierungen und Singles
Cancel Culture Nightmare stieg am 4. Februar 2022 auf Rang drei in die deutschen Albumcharts ein und konnte sich vier Wochen in den Top 100 platzieren. Darüber hinaus erreichte das Album die Chartspitze der deutschen Hip-Hop-Charts. Für Fler ist es das neunte Nummer-eins-Album in den Hip-Hop-Charts, was ihn zu diesem Zeitpunkt zum Rekordhalter machte. Bass Sultan Hengzt erreichte nach 2ahltag: Riot zum zweiten Mal die Chartspitze der Hip-Hop-Charts. In Österreich erreichte es Position 22 und in der Schweiz Platz fünf.
| ChartsChartplatzierungen | Höchstplatzierung | Wochen |
| ------------------------ | ----------------- | ------ |
| Deutschland (GfK)        | 3 (4 Wo.)         | 4      |
| Österreich (Ö3)          | 22 (1 Wo.)        | 1      |
| Schweiz (IFPI)           | 5 (2 Wo.)         | 2      |

Am 3. September 2021 wurde der Song Underclass als erste Single des Albums veröffentlicht und erreichte für eine Woche Platz 79 der deutschen Charts. Die zweite Auskopplung Sternklare Nacht erschien am 7. Oktober, bevor am 23. Dezember 2021 die Songs Mondlicht und Director’s Cut folgten. Die fünfte und letzte Single Kein Star wurde am 13. Januar 2022 veröffentlicht.

## Rezeption
| Professionelle Bewertungen | Professionelle Bewertungen |
| -------------------------- | -------------------------- |
| Kritiken                   |                            |
| Quelle                     | Bewertung                  |
| laut.de                    | [ 7 ]                      |

Dominik Lippe von laut.de bewertete Cancel Culture Nightmare mit drei von möglichen fünf Punkten. Das Album funktioniere „in erster Linie als Nostalgieprodukt, deren Protagonisten aus einem früheren Leben berichten“ und überführe „nach 20 Jahren die aggressiven Außenseiter aus Carlo Cokxxx Nutten gelungener in die Jetztzeit“ als die heutigen Alben Bushidos. Die Rapper inszenierten sich „im Rahmen eines Kunstprodukts, aber es überrascht dann doch, wie viele Schwächen sie ihren breitbeinig rappenden Figuren zuschreiben. Als Frank White spricht Fler über Angstattacken, pflegt seine Komplexe und charakterisiert sich […] als „cholerisch“ und „nicht beziehungsfähig“.“